# 西経173度線
西経173度線（せいけい173どせん）は、本初子午線面から西へ173度の角度を成す経線である。北極点から北極海、アジア、太平洋、南極海、南極大陸を通過して南極点までを結ぶ。西経173度線は、東経7度線と共に大円を形成する。

## 通過する地域一覧
西経173度線は、北極点から南極点まで南に向かって以下の場所を通っている。
| 地理座標                                               | 国土・領土・領海 | 備考                                                                                     |
| ------------------------------------------------------ | ---------------- | ---------------------------------------------------------------------------------------- |
| 北緯90度0分 西経173度0分 / 北緯90.000度 西経173.000度  | 北極海           |                                                                                          |
| 北緯71度48分 西経173度0分 / 北緯71.800度 西経173.000度 | チュクチ海       |                                                                                          |
| 北緯67度3分 西経173度0分 / 北緯67.050度 西経173.000度  | ロシア           | チュクチ半島                                                                             |
| 北緯64度15分 西経173度0分 / 北緯64.250度 西経173.000度 | ベーリング海     |                                                                                          |
| 北緯60度34分 西経173度0分 / 北緯60.567度 西経173.000度 | アメリカ合衆国   | アラスカ州 — セントマシュー島（英語版）                                                  |
| 北緯60度29分 西経173度0分 / 北緯60.483度 西経173.000度 | ベーリング海     |                                                                                          |
| 北緯52度6分 西経173度0分 / 北緯52.100度 西経173.000度  | アメリカ合衆国   | アラスカ州 — アムリア島                                                                  |
| 北緯52度5分 西経173度0分 / 北緯52.083度 西経173.000度  | 太平洋           | サバイイ島（ サモア、南緯13度31分 西経172度48分 / 南緯13.517度 西経172.800度）の西を通過 |
| 南緯60度0分 西経173度0分 / 南緯60.000度 西経173.000度  | 南極海           |                                                                                          |
| 南緯78度28分 西経173度0分 / 南緯78.467度 西経173.000度 | 南極大陸         | ロス海属領 - ニュージーランドが領有権主張                                                |